# SoHo (Manhattan)
|  | Pel que fa al barri de Ciutat de Westminster, vegeu Soho. |

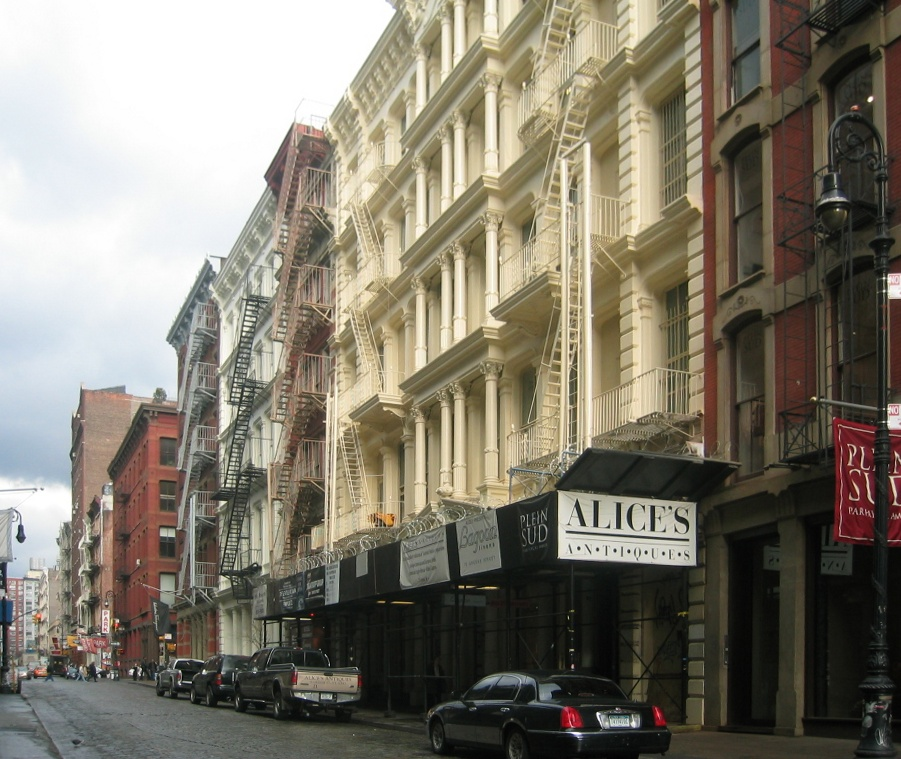
Greene Street, SoHo, Manhattan

SoHo és un barri de Manhattan a New York, delimitat per Houston Street al nord, Bowery a l'est, Canal Street al sud i la Sisena Avinguda a l'oest.
El barri ha esdevingut cèlebre durant els anys 1960 i els anys 1970, mentre que les fàbriques abandonades, instal·lades als famosos Iron Buildings, oferien un espai immobiliari barat per als artistes. El barri va ser classificat districte històric el 1973. Molts edificis industrials antics van ser aleshores transformats en estudis o en lofts. Als anys 1990, SoHo comptava aproximadament 300 galeries d'art i era cèlebre per les seves creacions contemporànies (grafits, happening, fotorrealisme, etc.)
En resposta a aquesta reapropiació per una nova població, el preu del metre quadrat va augmentar altre cop, el que va arrossegar finalment un nou èxode dels artistes cap a llocs més accessibles. S'hi troben encara galeries, però sobretot botigues de moda luxoses. Ha esdevingut probablement un dels barris de New York més turístics, sobretot durant el cap de setmana.
El nom SoHo prové de South of Houston Street, però no té res a veure amb el barri de Soho a Londres. SoHo és vorejat per:
- Greenwich Village i NoHo al nord (North of Houston Street)
- Little Italy a l'est
- Chinatown al sud